# نورت رز (نیویورک)
نورت رز (به انگلیسی: North Rose) یک منطقهٔ مسکونی در ایالات متحده آمریکا است که در نیویورک واقع شده‌است. نورت رز ۴٫۴ کیلومتر مربع مساحت و ۶۳۶ نفر جمعیت دارد و ۱۱۶ متر بالاتر از سطح دریا واقع شده‌است.